# Continental Cup (Dreiband)
Der Continental Cup ist eine im Dezember 2018 gestartete jährliche Dreibandturnierserie. Das erste Turnier wurde zu Ehren von Raymond Ceulemans benannt und fand in Vigean, einem Vorort der französischen Weinstadt Bordeaux, statt. 2019 war der offizielle Name „E Best Continental Cup“ und wurde in der südkoreanischen Hauptstadt Seoul veranstaltet.

## Allgemeine Informationen
Am 22. Februar 2018 gab Xavier Carrer, CEO des TV-Senders Kozoom, bekannt, dass es im laufenden Jahr mehrere neue Turnierserien geben werde, darunter auch den „Ceulemans Continental Cup“. Als Vorbild gilt der Ryder Cup im Golf und der Mosconi Cup im Poolbillard. Diese Turniere werden zwischen Europa und den USA ausgetragen. Der Unterschied ist aber, dass Europa nicht nur gegen ein Land (USA), sondern gegen einen Kontinent spielt (Asien). Entsprechende Verhandlungen mit dem Weltverband Union Mondiale de Billard (UMB) wurden geführt und genehmigt. Die erste Namenvergabe als „Continental Cup“ wurde später nach einer Idee von Willem La Riviera, Direktor des niederländischen Billardverbandes KNBB, zu Ehren des 35-fachen Weltmeisters Raymond Ceulemans ergänzt.
Bei der Siegermannschaft bekommt jeder Spieler ein Preisgeld von 15.000 US$. Die Verlierer bekommen je 5.000 US$. Die Reise- und Hotelkosten übernimmt Kozoom. Die Kleiderordnung sieht neben der obligatorischen schwarzen Hose und Schuhe farbige Polohemden vor, Blau für Europa, Gelb (2018) und Rot (2019) für Asien.

## Turniermodus
Jeder Kontinent stellt acht Teilnehmer. Diese werden nach der letzten Weltrangliste des Vorjahres ausgewählt. Gespielt wird in einem Staffelsystem auf 600 Punkte. An jedem Spieltag wird bis 200 Punkte gespielt. Diese sind unterteilt in acht Sessions (Abschnitte) zu je 25 Punkte. Spieler 1 Europa und Spieler 1 Asien spielen bis einer die erforderlichen 25 Punkte erzielt hat. Danach wechseln die Spieler. Die Spieler 2 spielen mit den gleichen Spielballpositionen weiter, bis die führende Mannschaft 50 Punkte erreicht hat, dann erfolgt wieder ein Spielerwechsel. Nur die führende Mannschaft spielt bis zum Spielziel, die andere Mannschaft kann so lange weiterspielen und Punkte gutmachen, bis die führende Mannschaft dieses erreicht hat. Im Turniersaal steht nur ein Billardtisch. In einem Vorraum stehen zwei weitere Billardtische, an denen sich die Spieler einspielen können. Damit entsteht keine Einspielpause beim Spielerwechsel.
Die Shot clock stand 2018 auf 40 Sekunden und jeder Spieler hatte zwei Verlängerungen. Beide Zeitlimits wurden 2019 auf 30 Sekunden gesenkt.

## Turnierstatistik
| Jahr | Austragungsort | Sieger      | Ergebnis | Verlierer   |
| ---- | -------------- | ----------- | -------- | ----------- |
| 2018 | Bordeaux       | Team Europa | 600:483  | Team Asien  |
| 2019 | Seoul          | Team Asien  | 600:451  | Team Europa |